# Oman Golf Classic
De National Bank of Oman Golf Classic (NBO Classic) was een toernooi in Oman van de Europese Challenge Tour.

## Edities
De eerste editie werd in Muscat gespeeld van 24 tot en met 27 oktober 2013 op de Almouj Golf Club. Het toernooi werd in 2015 vervangen door Challenge Tour Grand Final, dat vanaf toen op de Almouj Golf Club plaatsvond. Het prijzengeld was toen € 300.000, waarvan € 35.028 naar de winnaar ging.
| Jaar | Winnaar     | Score | Score | Prijzengeld |
| ---- | ----------- | ----- | ----- | ----------- |
| 2013 | Roope Kakko | 274   | −14   | $ 300.000   |
| 2014 | Max Orrin   | 281   | −7    | $ 330.000   |